# Oronce Finé
Oronce Finé (nebo Fine; latinsky: Orontius Finnaeus nebo Finaeus; italsky: Oronzio Fineo), (20. prosince 1494, Briançon, Francie – 8. srpna 1555, Paříž, Francie) byl francouzský matematik a kartograf.

## Životopis
Oronce Finé se narodil v Briançonu, jako syn a vnuk lékařů, vzdělání získal v Paříži na Collège de Navarre a v roce 1522 vystudoval medicínu. V roce 1524 byl uvězněn, pravděpodobně za provozování soudní astrologie. (Astrologie je umění předpovídat události pomocí výpočtu planetárních a hvězdných těles a jejich vztahu k Zemi. Pojem „soudní astrologie“ se používal hlavně ve středověku a rané renesanci k označení typů astrologie, které katolická církev považovala za kacířství. "Soudní astrologie" byla odlišována od „přírodní astrologie“, jako byla lékařská astrologie a meteorologická astrologie, které byly považovány za přijatelné, protože byly součástí tehdejších přírodních věd.)
V roce 1531 byl jmenován ředitelem katedry matematiky na Collège Royal (dnešní Collège de France), kterou založil král František I. Finé tam učil až do své smrti.

## Matematik
Finé je vnímán především jako popularizátor vědy, ve své době byl jeden z nejplodnějších autorů knih o matematice. Pracoval v celé řadě matematických oborů, včetně praktické geometrie, aritmetiky, optiky, gnómoniky, astronomie a pragmatické filosofie.
Udával hodnotu pí (≈ 3,14159)

## Astronom a kartograf
V roce 1542 Finé vydal publikaci "De mundi sphaera" (O nebeských sférách), populární učebnici astronomie, jejíž ilustrace provedené v dřevorytu byly velmi ceněny. Jeho kniha o astronomii obsahovala průvodce používání astronomického vybavení a metod (např. praktické určování délky pomocí koordinovaného pozorování zatmění Měsíce ze dvou pevných bodů s dostatečnou vzdáleností mezi nimi, aby se jevy objevovaly v různých nočních hodinách). Psal také o novinkách v astronomii, popsal například nástroj, kterému říkal méthéoroscope (astroláb upravený přidáním kompasu).
Výkladová práce byla doplněna obrazovými příspěvky. Jeho dřevorytová mapa Francie (1525) je jednou z prvních svého druhu. V roce 1524 zkonstruoval sluneční hodiny, které stále existují.
Jeho nejslavnější ilustrací je projekce mapy ve tvaru srdce (kordiformní), kterou často používali i další významní kartografové, včetně Petera Apiana a Gerharda Mercatora.
Finé se pokusil objevy v Novém světě (Nový svět je označením pro Ameriku používaným v některých historických kontextech od 16. století jako opak pojmu Starý svět, kterým se ve stejných kontextech označuje Eurafrasie) sladit se starými středověkými legendami a informacemi od Klaudia Ptolemaia ohledně Orientu. Na jedné ze svých dvou světových map Nova Universi Orbis Descriptio (1531) bylo území označené jako Asie zobrazeno jako jedna pevnina, spojil Severní Ameriku a Asii. Pro Jižní Ameriku použil název „Amerika“, a tak se Čína objevuje na březích dnešního Mexického zálivu. Na stejné mapě nakreslil Finé Terra Australis na jihu, včetně popisu „nedávno objevené, ale ještě ne zcela prozkoumané“, čímž měl na mysli Tierra del Fuego - Ohňovou zemi, kterou objevil Ferdinand Magellan.
Finé mapy kreslil pravděpodobně na základě údajů německého matematika a kosmografa Johannesa Schönera. Franz von Wieser ve studii o Schönerových glóbusech zjistil, že Finé své mapy převzal od Johannesa Schönera. Píše:„Orontius Finaeus převzal od Schönera nejen Brasilie Regio, ale celý australský kontinent, Magalhãesův průliv a především celé uspořádání zemí; jedním slovem, jeho mapy jsou kopií map Schönerových.“ Lucien Gallois také zaznamenal nepopiratelnou podobu mezi Finéovými mapami z roku 1531 a Schönerovým glóbusem z roku 1533. Schönerův glóbus z roku 1523 byl identifikován až v roce 1925 Frederikem Wiederem, je tedy pravděpodobné, že Finé měl nějaký kontakt se Schönerem nebo čerpal z jeho Luculentissima descriptio (1515).
Mapa světa Fine z roku 1536 nesla v levém dolním rohu nápis, který uváděl:
Po patnácti letech, milý čtenáři, jsme navrhli tuto univerzální mapu světa ve tvaru lidského srdce jako poděkování nejkřesťanštějšímu a nejmocnějšímu francouzskému králi Františkovi I., našemu největšímu podporovateli a mecenáši. Nejprve byla spatřena králem, polymatem a vzácným geografem, který byl mapou velmi potěšen, a mnohými byla chválena, dokonce i v cizích zemích, chtěl jsem tedy konečně sdělit stejný popis celé zeměkoule všem studentům matematiky: což po variacích ve štěstí a krizích ve studiích, které jsme prováděli a které nám až dosud bránily, jsme to nakonec udělali na vlastní riziko. A tak, umocněni a opraveni mnoha pozorováními moderních hydrografů, stejný geografický obraz ve tvaru srdce pro vás, oddaného čtenáře a pro všechny lidi dobré vůle, předkládáme moudré a liberální mysli. Zůstává nám proto jen doufat, že neodmítnete přijmout naši práci a náš mappemonde s lidským vzhledem a spravedlivě a dobře se s ním budete radit. Konečně, i když stále usilovněji usilujeme o přízeň a štědrost našeho nejkřesťanštějšího a nejvelkolepějšího krále, jemuž štěstí a úspěch dychtivě přejeme, podělili jsme se o to s vámi. Sbohem, z Paříže.

Stejná mapa nesla v pravém dolním rohu další nápis, který vysvětloval, jak pomocí mapy přesně měřit vzdálenosti mezi místy na ní zobrazenými:
Z popisu světa na této mapě pro kterákoli dvě místa, kde jsou uvedeny zeměpisné délky a šířky (leč nepřesahující devadesát stupňů), lze vypočítat blízkou skutečnou přímou vzdálenost mezi nimi. Když jsme tedy počítali s délkami a šířkami míst, přičemž jejich místa v grafu byla vybrána současně, umístěte jednu nohu kompasů nad ostatní místa a druhou prodlužte nad ostatní. Potom kompasy vysledují invariantní přímku, která rozděluje postavu rovnoměrně, a stupně jsou mezi nimi rozděleny; a budete sledovat, kolik stupňů kompasy nabývají. Pokud je vynásobíte 62 mil, nebo 31 francouzských lig, nebo 20 běžných, o desetinu nebo více, získáte vzdálenosti kteréhokoli z těchto míst.

## Galerie

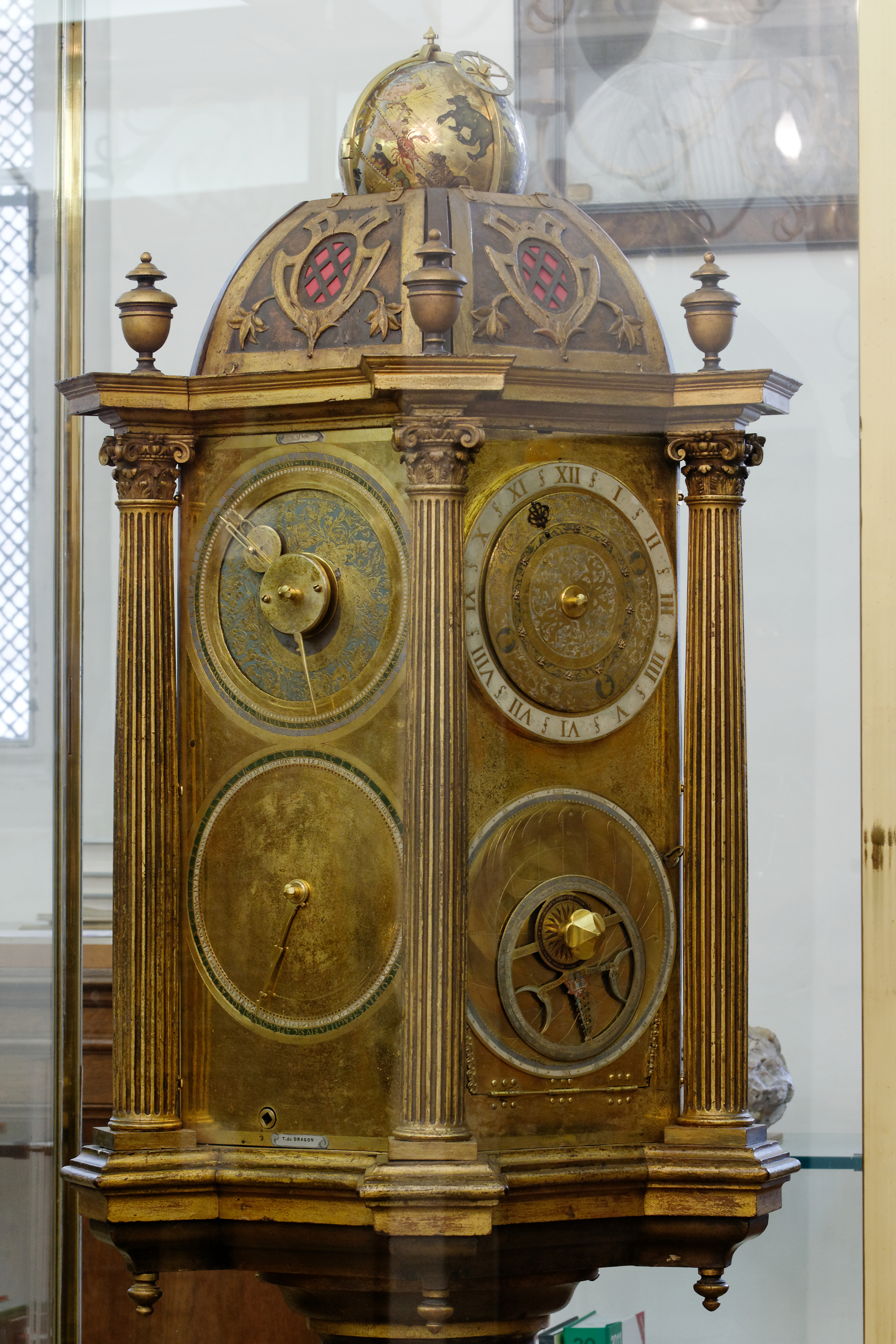
Orloj postavený pro kardinála Karla Lotrinského, arcibiskupa z Remeše.
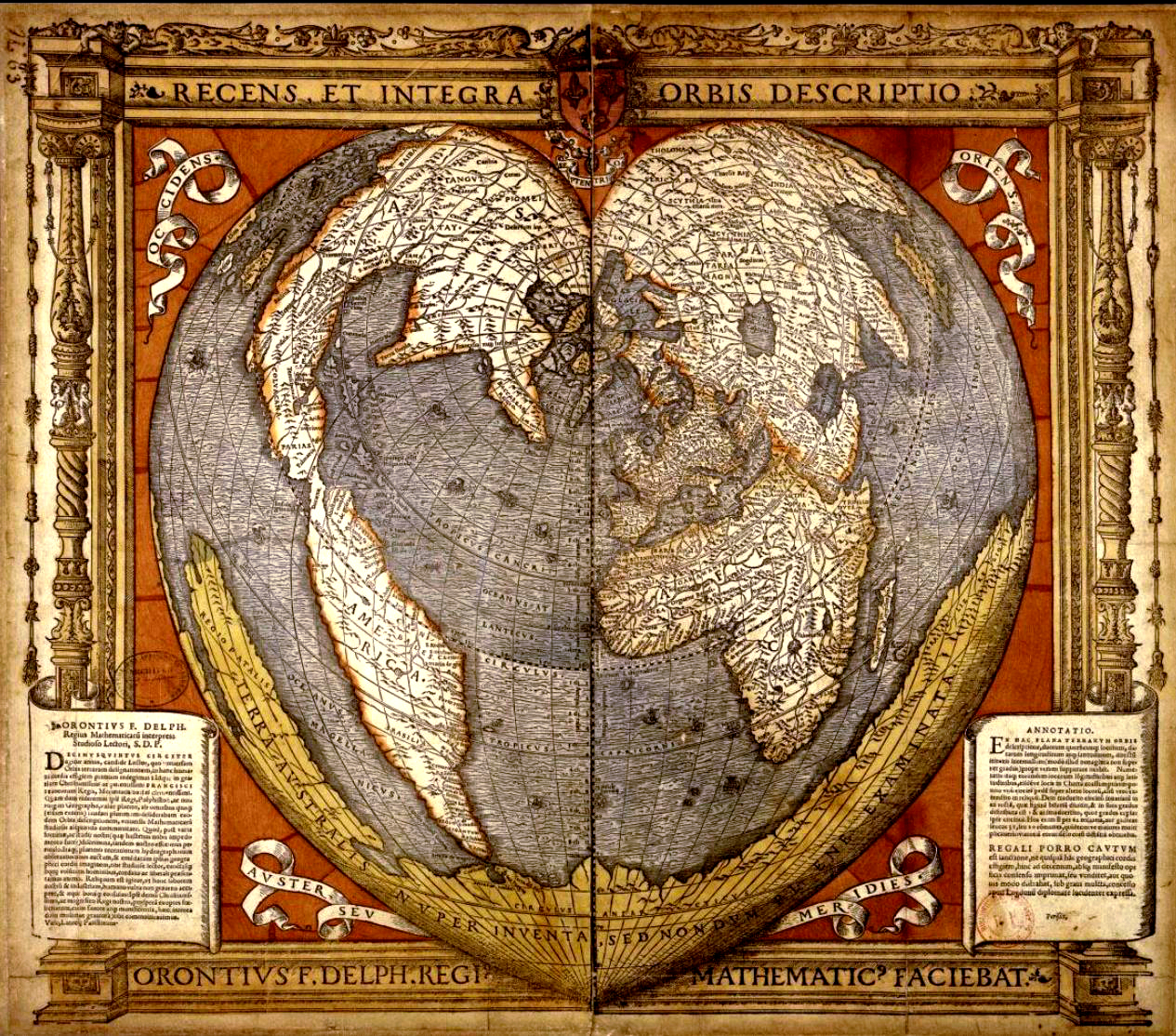
Oronce Fine, mapa světa ve tvaru srdce zobrazující jižní Zemi. Recens et integra orbis descriptio, Paris, 1536. Dřevoryt a akvarelová mapa (51,0 × 57,0 cm ve 2 sestavených f.)
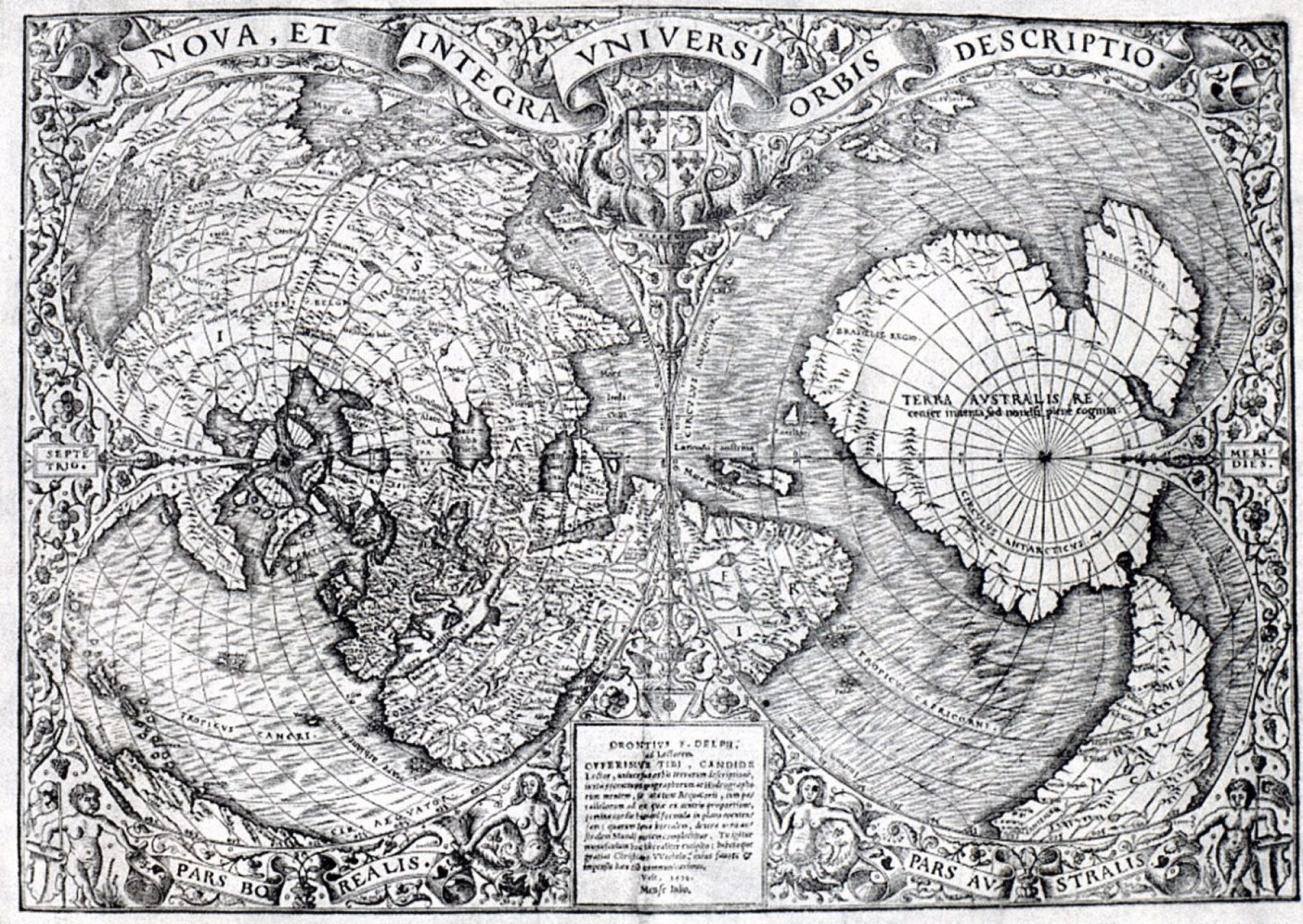
Oronce Fine: dvojitá mapa světa ve tvaru srdce nejprve 1531. Na této mapě je západní moře poprvé označeno jako Mare Magellanicum a je označen Magellanský průliv.
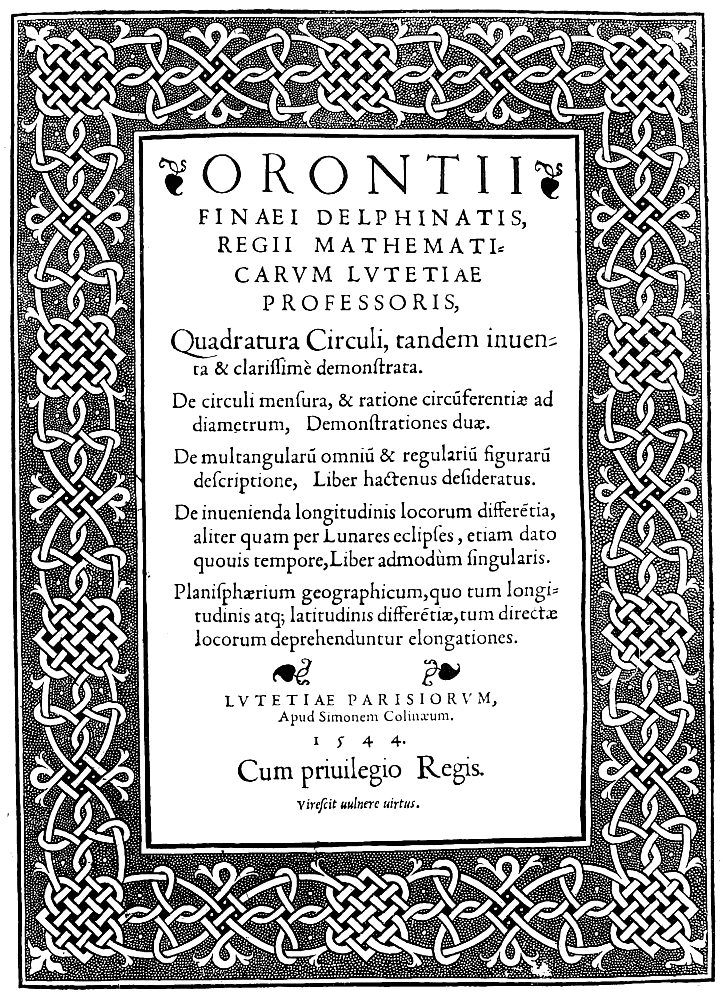
Kvadratura kruhu
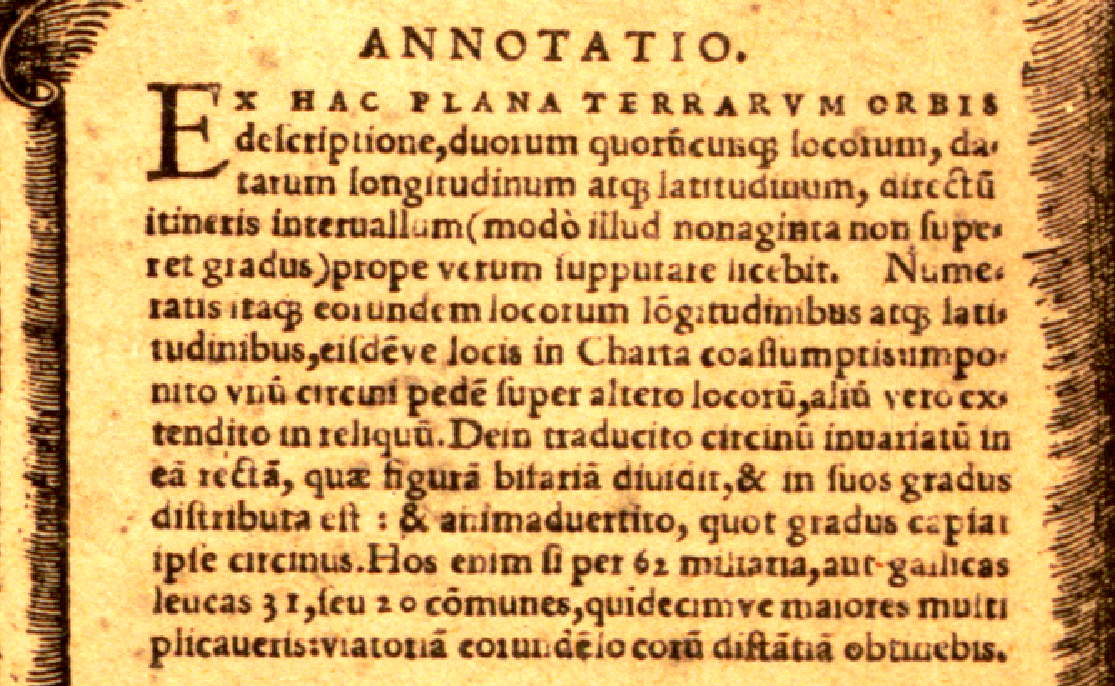
Oronce Fine 1536 Annotatio

## Smrt
Finé zemřel v Paříži ve věku 60 let.
Jean Clouet údajně namaloval portrét Finého v roce 1530, kdy bylo Finému 36 let. Původní obraz byl ztracen, zobrazení je nyní známé pouze prostřednictvím tisků vytvořených podle původního obrazu.

## Ocenění
Měsíční kráter Orontius a zátoka Finaeus v Antarktidě jsou pojmenovány po Oronce Finéovi a používají jeho latinizované jméno. V roce 2014 bylo v Paříži ve Francii slavnostně otevřeno náměstí pojmenované po Oronce Finém.